# 1977
1977 (MCMLXXVII) byl rok, který dle gregoriánského kalendáře započal sobotou.

## Události

### Československo
- 1. ledna – Byla založena občanská opoziční iniciativa Charta 77 nazvaná dle stejnojmenného dokumentu. Autoři v něm poukazují na nedodržování lidských a občanských práv v Československu, přestože se představitelé ČSSR podpisem Závěrečného aktu Konference o bezpečnosti a spolupráci v Evropě v Helsinkách v roce 1975 zavázali tato práva respektovat. Mezi autory dokumentu patřili Jan Patočka, Václav Havel, Václav Benda, Ludvík Vaculík a další. Orgány státní bezpečnosti začaly bezprostředně po zveřejnění Charty její autory i signatáře pronásledovat.
- 12. ledna – Pod titulkem „Ztroskotanci a samozvanci“ vyšel v Rudém právu článek odsuzující signatáře Charty 77 a označující je za „pestrou směsici lidských i politických ztroskotanců, zavilých antisocialistů, sluhů a agentů imperialismu, kontrarevolucionářů, reakcionářů, trockistů, sionistů a renegátů“.
- 28. ledna – V reakci na vydání prohlášení Charty 77 byla do Národního divadla v Praze svolána podpisová kampaň československých umělců, kteří svými podpisy měli manifestovat pevné odhodlání novými tvůrčími činy přispět k socialistickému rozvoji společnosti. Provolání „Za nové tvůrčí činy ve jménu socialismu a míru“, pro něž se vžil zkrácený název „Anticharta“, přečetla herečka Jiřina Švorcová. Většina umělců však podepsala dokument pod nátlakem, nebo v dojmu, že se jedná o „prezenční listinu“ shromáždění.
- 22. února – V první československé Jaderné elektrárně Jaslovské Bohunice došlo k havárii. Během výměny palivového článku v reaktoru došlo k ucpání chladicích prostorů článku silikagelem a k následovnému přehřátí. To vyvolalo roztavení palivových prutů a poškození přívodní roury na těžkou vodu. Ta poté pronikla do primárního okruhu reaktoru a poškodila povrch paliva, přičemž došlo k úniku radioaktivních látek, který z důvodu netěsnosti parogenerátorů kontaminoval i sekundární okruh reaktoru. Na mezinárodní stupnici jaderných událostí byla nehoda klasifikována stupněm č. 4 (ze 7). Provoz na nejstarším – prvním reaktoru elektrárny Jaslovské Bohunice spuštěném v roce 1972 již nebyl obnoven.
- 13. března – Na následky několika opakovaných krutých výslechů StB zemřel v Praze na mozkovou mrtvici vynikající československý filozof, jeden z autorů Charty 77, profesor Jan Patočka. Jeho pohřeb, který se, za dozoru StB konal 17. března v církevním duchu v prostoru pražského Břevnovského kláštera, se stal tichou manifestací odporu proti komunistickému režimu.
- 27. dubna – V Karlových Varech byla dokončena rozlehlá budova lázeňského hotelu Thermal. Jako poslední byla předána kulturně – společenská část hotelového komplexu. Akt otevření provedl člen předsednictva a tajemník ÚV KSČ Josef Kempný. Výstavba hotelového komplexu trvala 9 let, hlavním zhotovitelem díla byly Pozemní stavby Karlovy Vary. Projekt desetipatrového hotelu s téměř třemi sty pokoji vystavěného na nábřeží řeky Teplé je dílem architektů Věry a Vladimíra Machoninových.[1]
- 27. června – František Tomášek byl jmenován kardinálem.
- 14. září – V areálu pražské zoo byla uvedena do provozu lanová dráha.
- 20. října – Při pádu vrtulníku v blízkosti bratislavského letiště zahynula manželka prezidenta Gustáva Husáka Viera Husáková, její osobní lékař a tříčlenná osádka stroje.
- 1. prosince – Na jednání ÚV KSČ členové připustili počínající ekonomické potíže československé ekonomiky objevující se od počátku 6. pětiletky pramenící zejména z ropné krize, jež prohloubila dysfunkce ekonomického modelu se zaměřením na těžký průmysl, který omezoval konkurenceschopnost čsl. hospodářství.
- 10. prosince – Na 1. programu Československé televize měl premiéru populární dvanáctidílný televizní seriál Žena za pultem natočený režisérem Jaroslavem Dudkem podle scénáře Jaroslava Dietla. Seriál popisuje osobní i pracovní starosti prodavačky Anny Holubové a jejích kolegyň a kolegů z jedné pražské velkoprodejny potravin. Hlavní roli ztvárnila Jiřina Švorcová.

### Svět
- 18. ledna – Předseda Svazové výkonné rady SFRJ (de facto premiér) Džemal Bijedić zahynul společně s manželkou a dalšími šesti osobami při leteckém neštěstí na území Bosny a Hercegoviny.
- 20. ledna – Proběhla slavnostní inaugurace Jimmyho Cartera, 39. prezidenta Spojených států amerických.
- 22. ledna – Letecká společnost Kenya Airways zahájila činnost.
- 25. ledna – Japonská skupina Pink Lady vydala debutové album Pepper Keibu podle stejnojmenného debutového singlu z roku 1976.
- 2. března – Nastolena Velká libyjská arabská lidová socialistická džamáhíríje.
- 4. března – Při zemětřesení, které zasáhlo hlavně území Rumunska a Bulharska zahynulo téměř 1700 osob a více než 11 000 jich bylo zraněno.
- 27. března – Při leteckém neštěstí na Tenerife zemřelo 583 lidí. Jde o nejtragičtější leteckou nehodu v dějinách.
- 12. června – V San Franciscu byla založena značka Victoria's Secret.
- 27. června – Džibutsko vyhlásilo nezávislost na Francii.
- 30. června – Zánik organizace SEATO.
- 3. července – Magnetická rezonance byla poprvé použita pro humánní vyšetření.
- 13. července – Vypuknutí etiopsko-somálské války (skončila v roce 1978).
- 21.–24. července – Mezi Egyptem a Libyí proběhla čtyřdenní válka.
- 4. srpna – Ve Washingtonu je založeno Ministerstvo energetiky Spojených států amerických.
- 10. srpna – Byl zatčen „Samův syn“ David Berkowitz.
- 15. srpna – Radioteleskop The Big Ear zachytil signál WOW.
- 17. srpna – Sovětský atomový ledoborec Arktika dosáhl jako první hladinové plavidlo severního pólu.
- 10. září – Poslední oficiální poprava gilotinou, Francie.
- 22. září –  Z rozhodnutí politbyra byl v Jekatěrinburgu stržen Ipaťjevův dům, kde byla v roce 1918 vyvražděna carská rodina.
- 4. listopadu – Rada bezpečnosti OSN jednomyslně schválila rezoluci č. 418, která schválila vojenské embargo proti Jihoafrické republice
- 19. listopadu
  - Při nehodě letu TAP Air Portugal 425 poblíž letiště Madeira zahynulo 131 ze 164 osob na palubě.
  - Rozpad Federace arabských republik, která existovala od roku 1972.
- 4. prosince – Prezident Středoafrické republiky Jean-Bédel Bokassa se nechal korunovat císařem. Jeho diktatura skočila v září 1979.
- 31. prosince – Emír Jabir al-Ahmad al-Jabir Al Sabah se stal hlavou státu Kuvajt.
- Akční plán z Lagosu.
- Americká vláda začala odstraňovat znečištěnou půdu z atolu Eniwetok.
- Jazyk shuadit neboli židovská provensálština (druh okcitánštiny) prohlášen za zaniklý.

## Vědy a umění
- 7. února – Start sovětské kosmické lodě Sojuz 24.
- 10. března – Byl objeven Uranův systém planetárních prstenců.
- 25. květen – Premiéra filmu Star Wars: Epizoda IV – Nová naděje.
- 27. května – Vyšel singl God Save the Queen od punkové skupiny Sex Pistols.
- 20. srpna – Start vesmírné sondy Voyager 2.
- 5. září – Start vesmírné sondy Voyager 1.
- 15. září – Poprvé vyšla kniha Silmarillion od J. R. R. Tolkiena.
- 22. září – 6. října – Šachový turnaj Tilburg 1977.
- 29. září – Vypuštěna kosmická stanice Saljut 6.
- 28. října – Vyšlo album News of the World s hity jako We Will Rock You a We Are the Champions od britské rockové skupiny Queen.
- Poslední známý případ pravých neštovic.
- V Německu byla rozpuštěna literární skupina Gruppe 47.
- Založena britská post punková skupina Joy Division.
- Založení britské hardrockové skupiny Def Leppard.
- Carl Woese a George E. Fox označili archea za samostatnou vývojovou linii, nezávislou na bakteriích a eukaryotických organismech.

## Nobelova cena
- Nobelova cena za fyziku – Philip Warren Anderson, Sir Nevill Francis Mott, John Hasbrouck van Vleck
- Nobelova cena za chemii – Ilja Prigogine
- Nobelova cena za fyziologii a medicínu – Roger Guillemin, Andrew Schally, Rosalyn Yalowová
- Nobelova cena za literaturu – Vicente Aleixandre
- Nobelova cena za mír – Amnesty International
- Nobelova pamětní cena za ekonomii – James Edward Meade, Bertil Ohlin

## Narození

### Česko
- 1. ledna – Leoš Friedl, tenista
- 8. ledna – David Hruška, lední hokejista
- 13. ledna – Andrea Černá, herečka
- 18. ledna
  - Libor Baláž, fotbalista
  - Ota Fukárek, tenista
- 25. ledna – Robert Hamrla, hokejový brankář a politik
- 3. února – Marek Židlický, lední hokejista
- 5. února – Andrea Elsnerová, dabérka a herečka
- 24. února – Lukáš Zíb, lední hokejista
- 28. února – Karel Nocar, házenkář
- 9. března – Radek Dvořák, lední hokejista
- 10. března – Lenka Krobotová, herečka
- 25. března – Aleš Cibulka, televizní a rozhlasový moderátor
- 30. března – Marek Melenovský, lední hokejista
- 6. dubna – Markéta Harasimová, spisovatelka
- 15. dubna – Pavel Kubina, lední hokejista
- 17. dubna – Michal Jagelka, dabér, moderátor a herec
- 21. dubna – Ondřej Kratěna, lední hokejista
- 27. dubna – Tereza Slouková, populární a muzikálová zpěvačka
- 6. května – Jan Šrámek, český meteorolog († 17. května 2025)
- 8. května
  - Iva Kubelková, modelka
  - Jiří Burger, hokejista
- 9. května – Marek Jankulovski, fotbalista
- 22. května – Karla Šlechtová, ekonomka, politička
- 25. května – Petra Kostovčíková, tanečnice a trenérka
- 1. června – Richard Krajčo, zpěvák, herec, moderátor, skladatel a textař
- 11. června – Monika Žídková, bývalá modelka; podnikatelka a příležitostná moderátorka
- 19. června – Veronika Vařeková, topmodelka
- 15. července – Ivana Jirešová, herečka
- 17. července – Věra Kotasová-Kostruhová, bouldristka
- 24. července – Radek Malý, básník, publicista a překladatel
- 31. července – Jan Budař, herec
- 4. srpna – Marek Heinz, fotbalista
- 6. srpna – Karel Kožíšek, mistr světa v rychlostní kanoistice
- 10. srpna – Michal Podolka, lední hokejista
- 11. srpna – René Slováčková, herečka a dabérka
- 16. srpna – Tomáš Jílek, sportovní novinář a komentátor
- 18. srpna – Lukáš Bauer, běžec na lyžích
- 27. srpna
  - Marek Vorel, lední hokejista
  - Klára Long Slámová, právnička
- 1. září – Petr Vágner, herec a moderátor
- 6. září – Pavel Trtílek, dramatik
- 9. září – Filip Rajmont, herec
- 13. září – Nora Fridrichová, televizní novinářka, reportérka a moderátorka
- 1. října – Ilona Švihlíková, ekonomka
- 18. října – Vlastimil Horváth, zpěvák, vítěz druhého ročníku soutěže Česko hledá SuperStar
- 17. listopadu – Radek Matějovský, lední hokejista
- 24. listopadu – Andrea Kalivodová, operní pěvkyně-mezzosopranistka
- 2. prosince – Petr Šachl, lední hokejista
- 6. prosince – Martin Richter, lední hokejista
- 9. prosince – Kateřina Nash, běžkyně na lyžích, bikerka a cyklokrosařka
- 10. prosince – Miluše Bittnerová, herečka a moderátorka
- 23. prosince – Karel Pilař, lední hokejista

### Svět

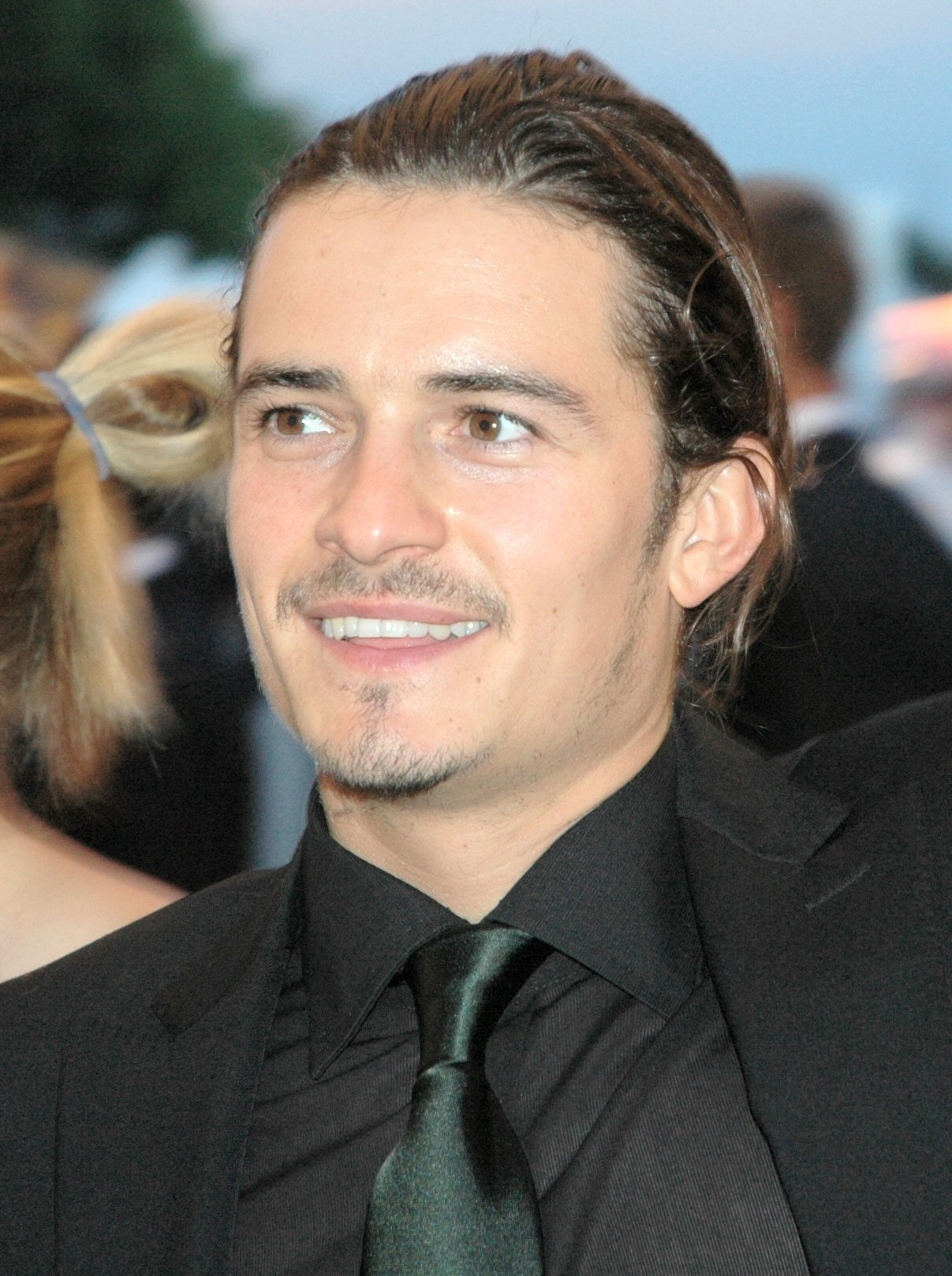
Orlando Bloom (* 13. leden)

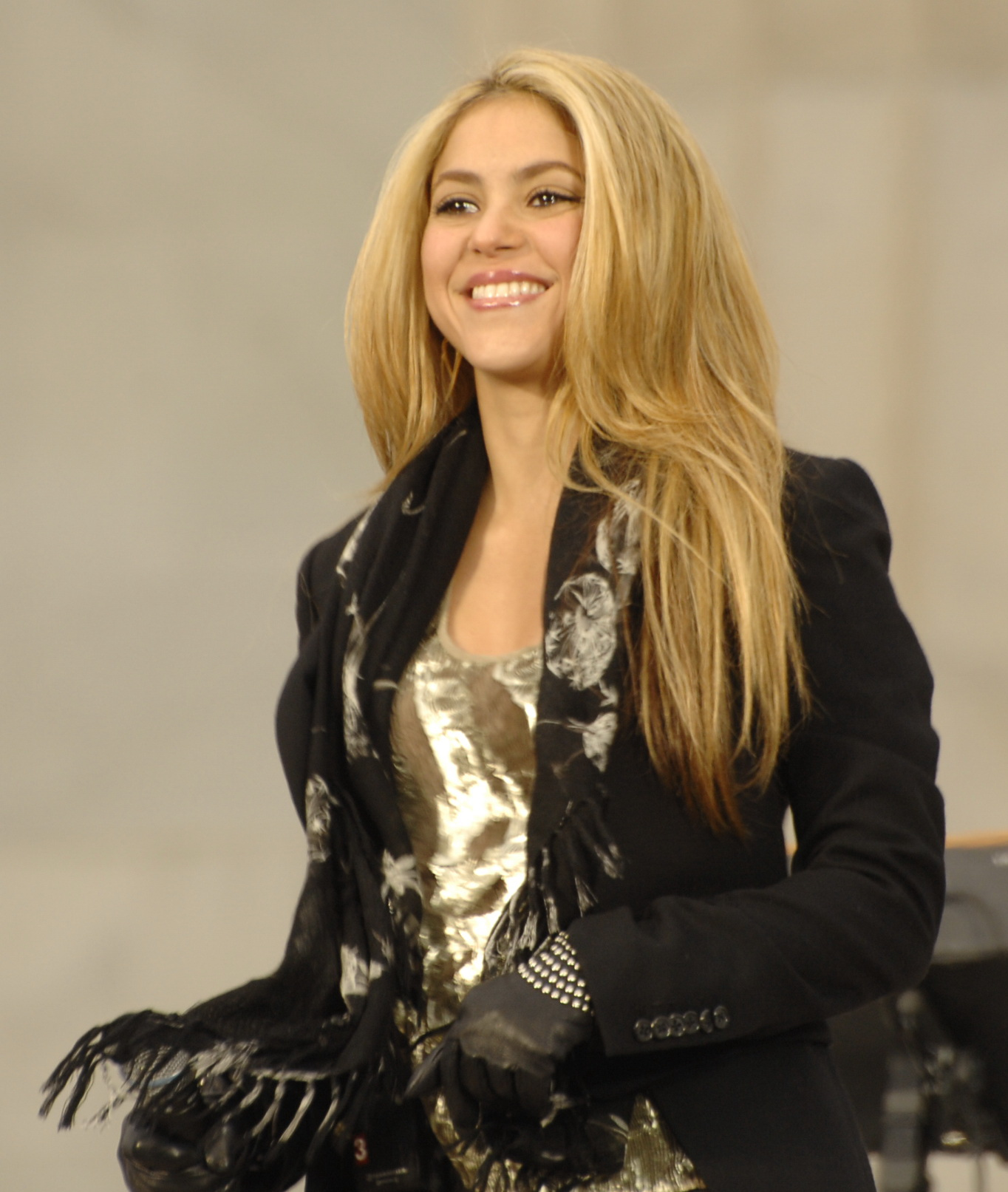
Shakira (* 2. únor)

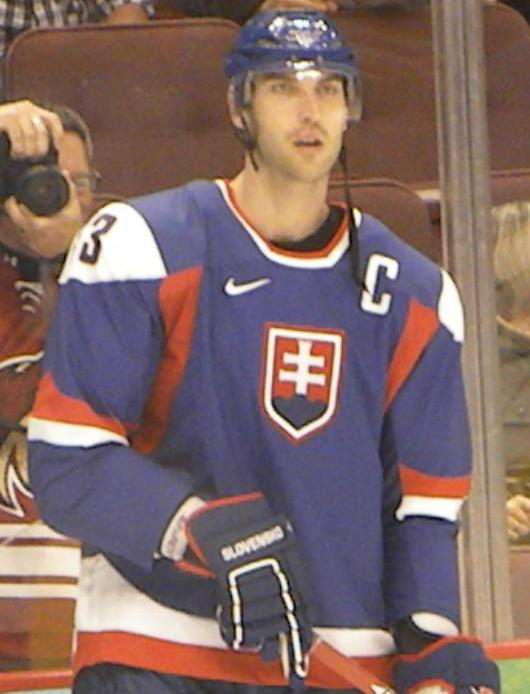
Zdeno Chára (* 18. březen)

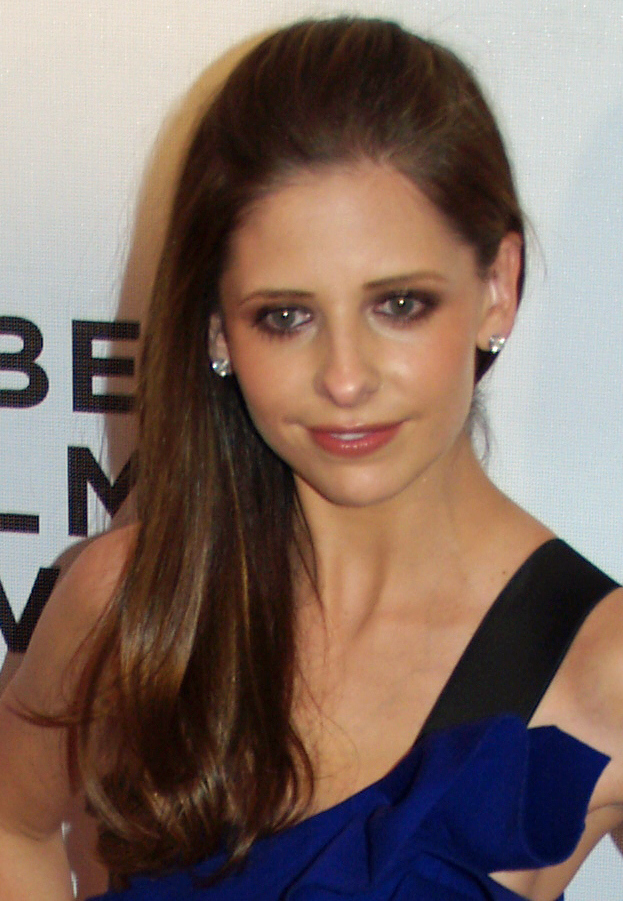
Sarah Michelle Gellar (* 14. duben)

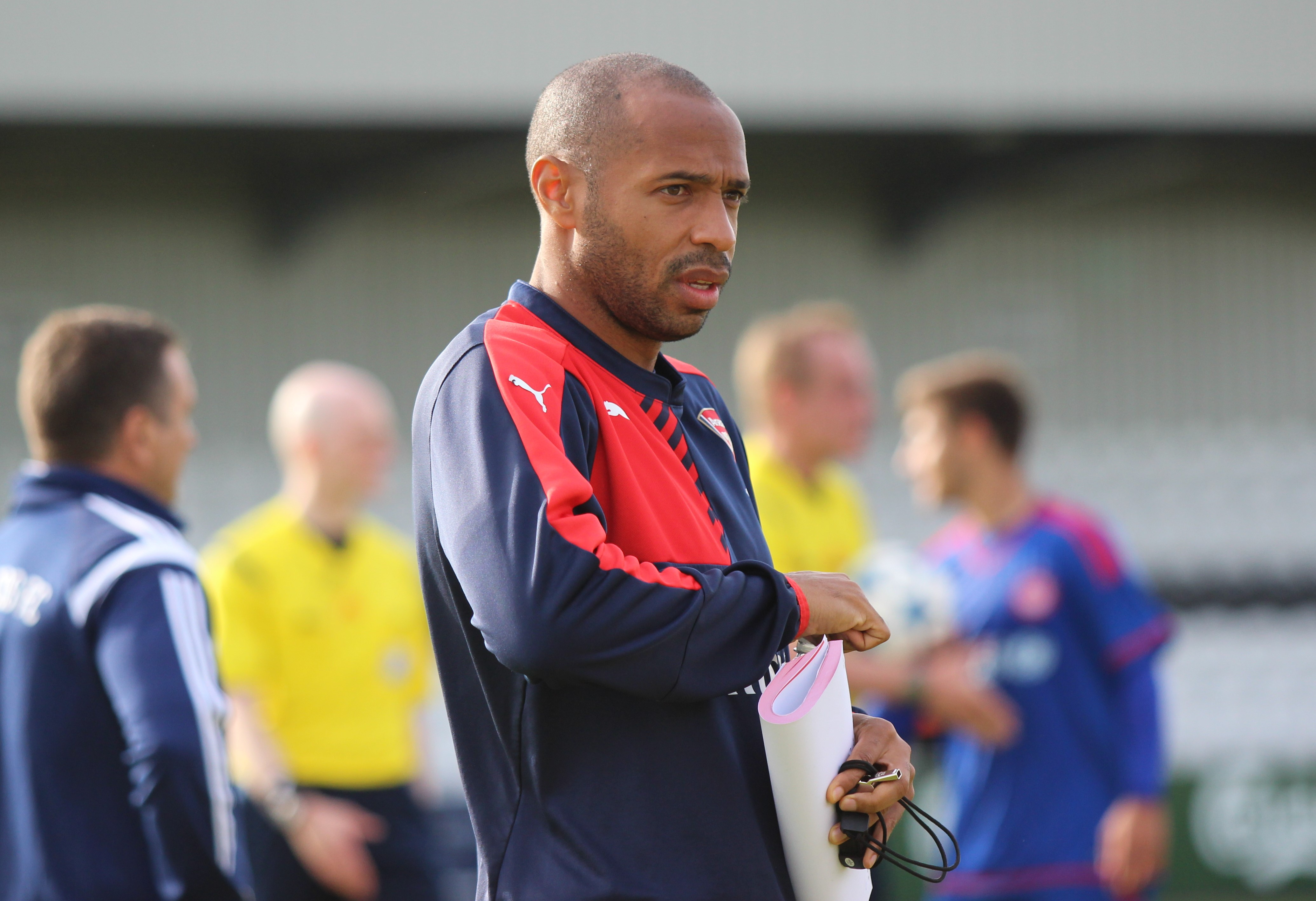
Thierry Henry (* 17. srpen)

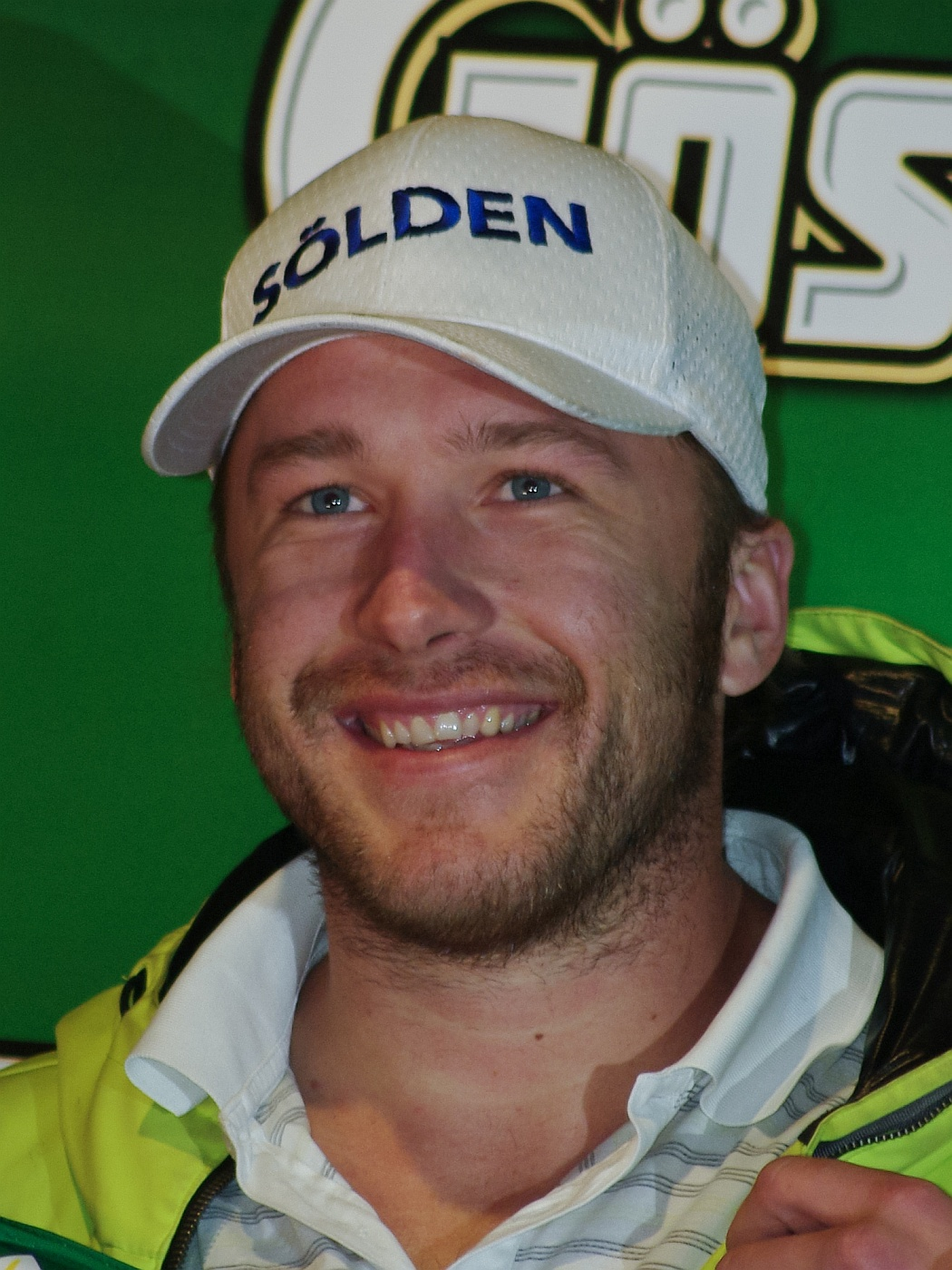
Bode Miller (* 12. říjen)

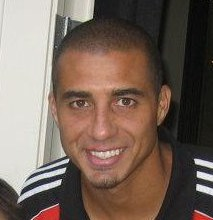
David Trezeguet (* 15. říjen)

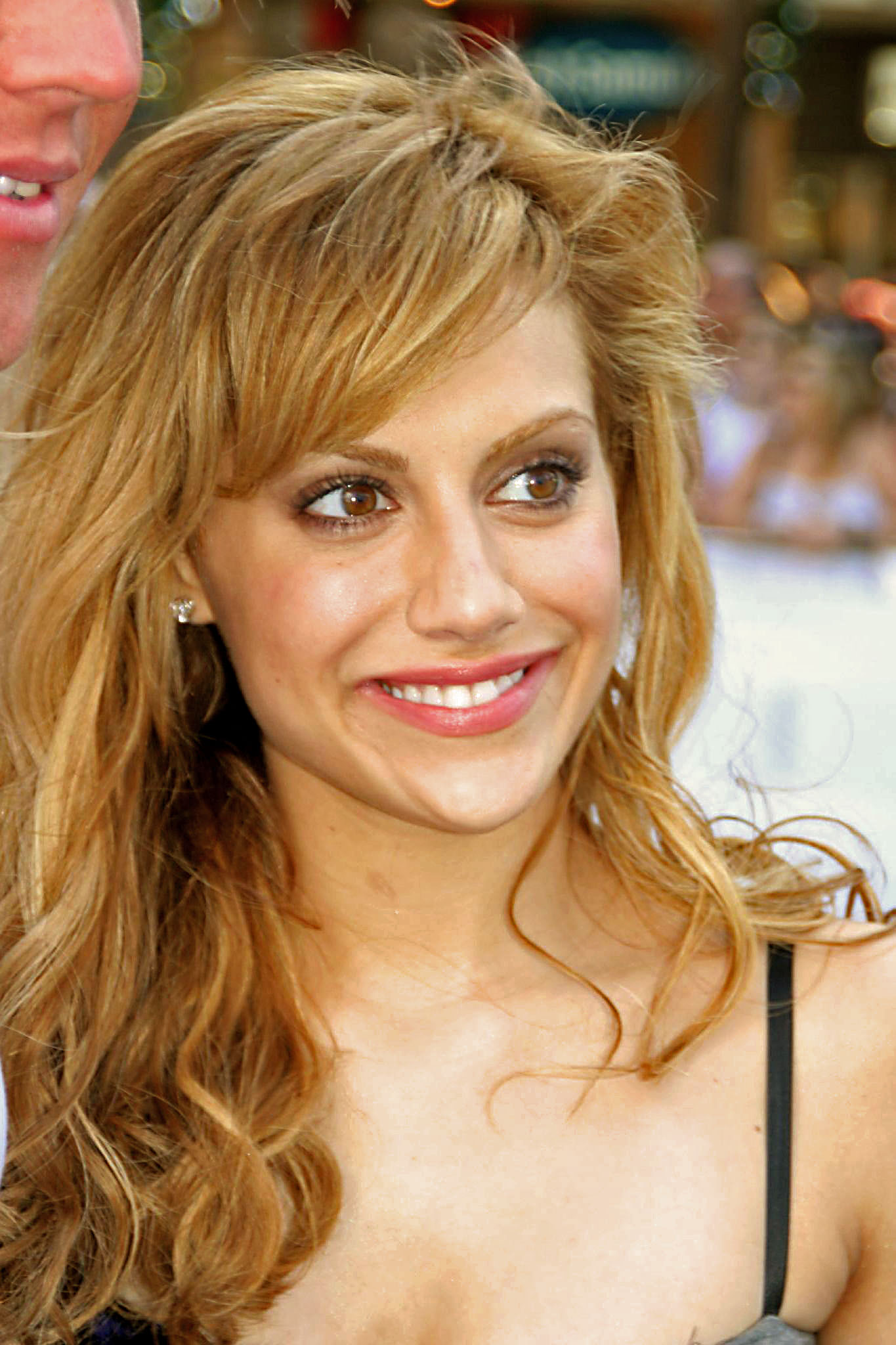
Brittany Murphy (* 10. listopad)

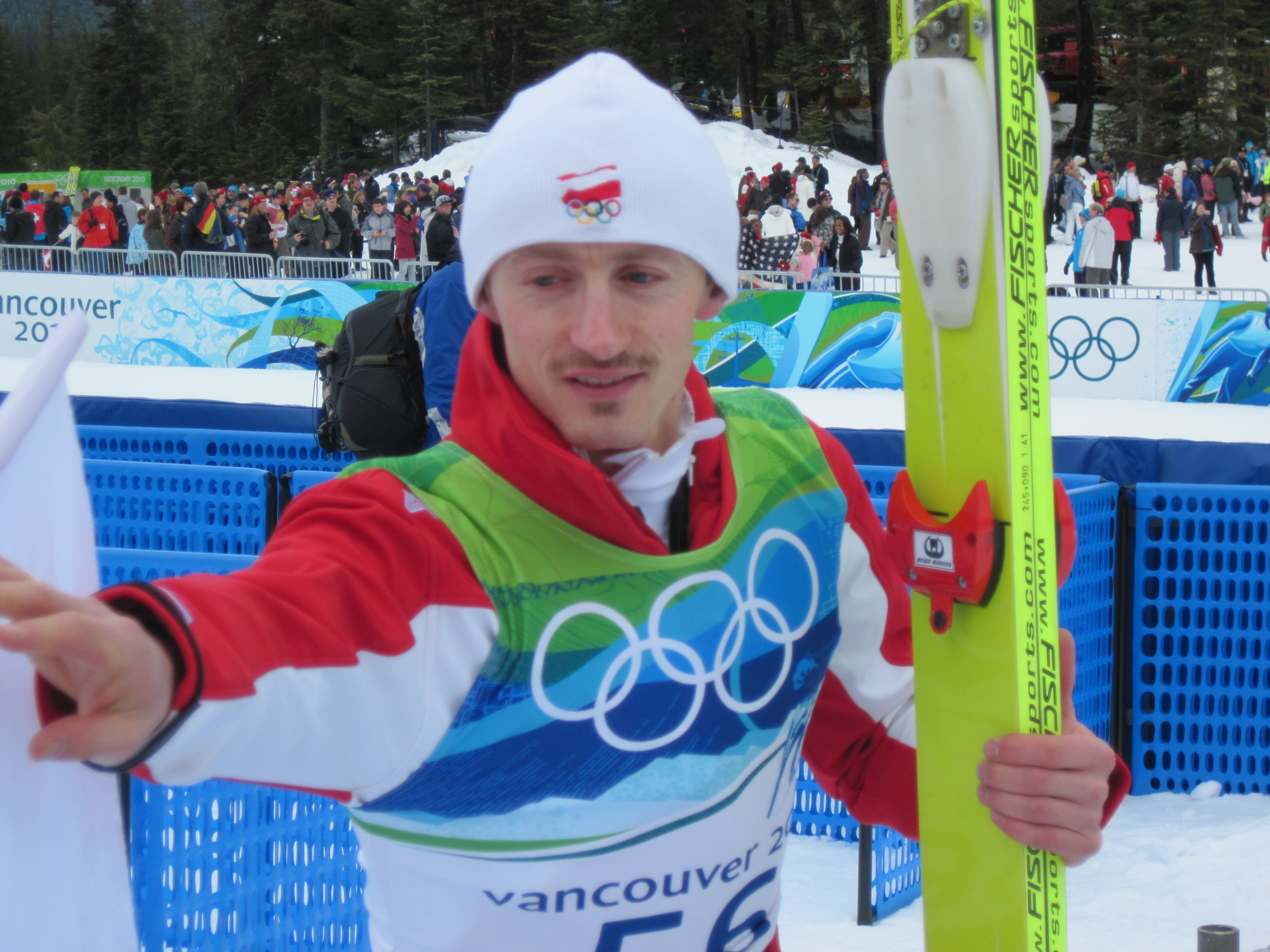
Adam Małysz (* 3. prosinec)

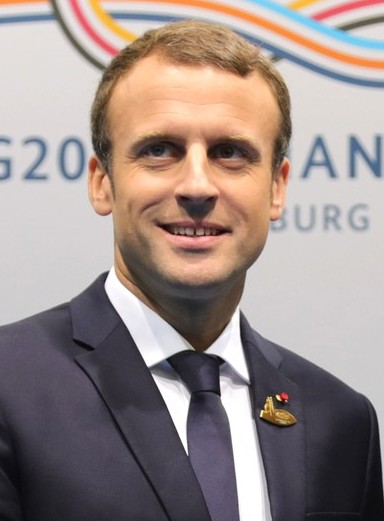
Emmanuel Macron (* 21. prosinec)

- 1. ledna – Hasan Salihamidžić, bosenský fotbalista
- 2. ledna – Stefan Koubek, rakouský tenista
- 11. ledna – Anni Friesingerová-Postmaová, německá rychlobruslařka
- 13. ledna – Orlando Bloom, britský herec
- 14. ledna – Narain Karthikeyan, indický pilot Formule 1
- 15. ledna – Giorgia Meloniová, předsedkyně vlády Italské republiky
- 16. ledna – Ariel Ze'evi, izraelský zápasník–judista
- 17. ledna – Leigh Whannell, australský scenárista, producent a herec
- 22. ledna – Hidetoši Nakata, japonský fotbalista
- 25. ledna – Hatem Trabelsi, tuniský fotbalista
- 28. ledna – Takuma Sató, japonský pilot Formule 1
- 29. ledna – Boris Borgula, slovenský tenista
- 31. ledna – Kerry Washingtonová, americká herečka
- 2. února – Shakira, kolumbijská zpěvačka
- 3. února – Daddy Yankee, portorický rapper
- 5. února – Ben Ainslie, britský jachtař
- 11. února – Mike Shinoda, americký hudebník, člen skupiny Linkin Park
- 14. února – Cadel Evans, australský cyklista
- 16. února – Rodrigo Roncero, argentinský ragbista
- 19. února – Gianluca Zambrotta, italský fotbalista
- 23. února – Kristina Šmigunová-Vähiová, estonská běžkyně na lyžích
- 24. února – Floyd Mayweather, Jr., americký profesionální boxer
- 26. února – Shane Williams, velšský ragbista
- 27. února – James Wan, australský filmový producent, režisér, scenárista a střihač
- 28. února
  - Lukáš Latinák, slovenský herec
  - Chris Wooding, anglický spisovatel
- 1. března – Rens Blom, nizozemský tyčkař
- 2. března
  - Chris Martin, britský zpěvák kapely Coldplay
  - Rastislav Pavlikovský, slovenský hokejista
- 2. března – Ľubomír Vaic, slovenský hokejista
- 7. března
  - Ronan O'Gara, irský ragbista
  - Mia Hundvinová, norská házenkářka
- 8. března – Johann Vogel, švýcarský fotbalista
- 10. března
  - Robin Thicke, americký zpěvák
  - Shannon Millerová, americká sportovní gymnastka
- 11. března – Michal Handzuš, slovenský lední hokejista
- 14. března – Naoki Macuda, japonský fotbalista († 4. srpna 2011)
- 16. března – Mónica Cruzová, španělská herečka a tanečnice
- 18. března
  - Zdeno Chára, slovenský lední hokejista
  - Arkadij Babčenko, ruský opoziční novinář a spisovatel
  - Willy Sagnol, francouzský fotbalista
- 19. března – Robert Lindstedt, švédský tenista
- 24. března – Jessica Chastainová, americká herečka
- 28. března – Lauren Weisbergerová, americká spisovatelka
- 2. dubna
  - Marc Raquil, francouzský atlet
  - Michael Fassbender, irský herec
- 3. dubna – Alen Avdić, bosenský fotbalista
- 5. dubna – Jonatan Erlich, izraelský tenista
- 6. dubna – Maja Piratinskaja, ruská horolezkyně
- 7. dubna – Karin Haydu, slovenská herečka
- 9. dubna – Gerard Way, americký zpěvák
- 12. dubna – Tobias Angerer, německý běžec na lyžích
- 16. dubna
  - Andrej Kollár, slovenský hokejista
  - Fredrik Ljungberg, švédský fotbalista
- 17. dubna – Frederik Magle, dánský hudební skladatel klasické hudby, koncertní varhaník a klavírista
- 22. dubna – Mark van Bommel, nizozemský fotbalista
- 23. dubna
  - John Cena, americký wrestler
  - Kal Penn, americký herec
- 25. dubna – Dzintars Zirnis, lotyšský fotbalista
- 26. dubna – Tom Welling, americký herec
- 30. dubna – Alexandra Holdenová, americká herečka
- 3. května – Noel Valladares, honduraský fotbalista
- 4. května – Emily Perkins, kanadská herečka
- 5. května – Radovan Somík, slovenský hokejista
- 8. května
  - Joe Bonamassa, americký bluesrockový kytarista
  - Theodoros Papaloukas, řecký basketbalista
- 10. května – Anna Karejevová, ruská házenkářka
- 11. května
  - Janne Ahonen, finský skokan na lyžích
  - Victor Matfield, jihoafrický ragbista
- 13. května – Samantha Mortonová, anglická herečka
- 16. května
  - Jean-Sébastien Giguère, kanadský lední hokejový brankář
  - Emilíana Torrini, islandská zpěvačka
  - Melanie Lynskey, novozélandská herečka
- 19. května
  - Manuel Almunia, španělský fotbalový brankář
  - Natalia Oreiro, uruguayská herečka a zpěvačka
- 23. května – Ilja Kulik, ruský krasobruslař
- 24. května
  - Vladimír Országh, slovenský lední hokejista
  - Tamarine Tanasugarnová, thajská tenistka
- 26. května
  - Luca Toni, italský fotbalista
  - Taufaʻao Filise, tonžský ragbista
- 29. května – Massimo Ambrosini, italský fotbalový záložník
- 30. května – Akwá, angolský fotbalista
- 31. května – Joachim Olsen, dánsky politik a atlet
- 1. června
  - Sarah Wayne Calliesová, americká herečka
  - Jón Jósep Snæbjörnsson, islandský zpěvák
- 2. června – Zachary Quinto, americký herec
- 4. června – Ingrid Visserová, nizozemská volejbalistka († 27. května 2013)
- 5. června – Liza Weil, americká herečka
- 8. června – Kanye West, americký raper, zpěvák a hudební producent
- 9. června – Peja Stojaković, srbský basketbalista
- 18. června – Kaja Kallasová, estonská bývalá premiérka a eurokomisařka
- 21. června – Roger Deago, panamský baseballista
- 23. června – Jason Mraz, americký zpěvák a hudební skladatel
- 27. června – Raúl González, španělský fotbalista
- 30. června
  - Tathiana Garbinová, italská tenistka
  - Justo Villar, paraguayský fotbalový brankář
- 1. července
  - Jarome Iginla, kanadský lední hokejista
  - Liv Tyler, americká filmová herečka
- 4. července – Alborosie, italsko-jamajský reggae zpěvák
- 5. července – Nicolas Kiefer, německý tenista
- 8. července
  - Christian Abbiati, italský fotbalový brankář
  - Milo Ventimiglia, americký herec
- 10. července – Finau Maka, tonžský ragbista
- 12. července
  - Steve Howey, americký herec
  - Vilimoni Delasau, fidžijský ragbista
- 14. července – Viktorie Švédská, korunní princezna
- 15. července
  - Anthony Lamiche, francouzský sportovní lezec
  - Ray Toro, americký kytarista, člen skupiny My Chemical Romance
- 18. července – Alexandr Morozevič, ruský šachový velmistr
- 23. července – Stano Slovák, slovenský divadelní herec
- 27. července – Jonathan Rhys Meyers, irský herec a zpěvák
- 29. července – Jozef Hrdlička, slovenský politik
- 30. července
  - Ian Watkins, velšský zpěvák, frontman skupiny Lostprophets
  - Jaime Pressly, americká herečka a modelka
- 2. srpna – Edward Furlong, americký herec
- 3. srpna – Tom Brady, americký hráč amerického fotbalu
- 6. srpna
  - Nat Friedman, americký programátor
  - Stéphane Julien, francouzský sportovní lezec
- 8. srpna – Szilárd Németh, slovenský fotbalista
- 9. srpna – Mikaël Silvestre, francouzský fotbalista
- 10. srpna – Luciana Aymarová, argentinská pozemní hokejistka
- 12. srpna – Iva Majoliová, chorvatská tenistka
- 15. srpna – Martin Biron, kanadský lední hokejový brankář
- 17. srpna
  - Nathan Deakes, australský atlet
  - William Gallas, francouzský fotbalista
  - Thierry Henry, francouzský fotbalista
  - Tarja Turunen, finská sopranistka, tzv. metalová královna
- 20. srpna – Felipe Contepomi, argentinský ragbista
- 24. srpna
  - Robert Enke, německý fotbalista († 10. listopadu 2009)
  - Denílson de Oliveira Araújo, brazilský fotbalista
  - Jürgen Macho, rakouský fotbalista
  - John Green, americký spisovatel
- 25. srpna – Jonathan Togo, americký herec
- 27. srpna – Deco, portugalský fotbalový záložník
- 30. srpna – Félix Sánchez, atlet Dominikánské republiky
- 2. září
  - Frédéric Kanouté, malijský fotbalista
  - Marek Mintál, slovenský fotbalista
  - Elica Todorova, bulharská folková zpěvačka a perkusionistka
- 6. září – Katalin Nováková, maďarská prezidentka
- 11. září
  - Jon Buckland, britský kytarista, člen skupiny Coldplay
  - Libor Charfreitag, slovenský kladivář
  - Ludacris, americký rapper
- 13. září – Fiona Apple, americká skladatelka a zpěvačka
- 15. září – Tom Hardy, britský herec a producent
- 25. září
  - Clea DuVall, americká herečka
  - Toni Lydman, finský hokejista
- 27. září – Andrus Värnik, estonský atlet-oštěpař
- 1. října – Dwight Phillips, americký atlet
- 2. října – Didier Défago, švýcarský lyžař
- 4. října – Najat Vallaud-Belkacemová, francouzská politička
- 5. října – Konstantin Zyrjanov, ruský fotbalista
- 8. října – Reese Hoffa, americký atlet
- 11. října – Matt Bomer, americký herec
- 12. října – Bode Miller, bývalý americký lyžař
- 13. října – Antonio Di Natale, italský fotbalista
- 15. října – David Trézéguet, francouzský fotbalista
- 17. října – André Villas-Boas, portugalský fotbalový trenér
- 18. října – Amy Tongová, americká judistka
- 29. října – Jon Abrahams, americký herec
- 30. října – Ivan Čiernik, slovenský lední hokejista
- 2. listopadu
  - Dmitrij Dudik, běloruský lední hokejista
  - Deantoni Parks, americký hudebník, producent, skladatel a pedagog
- 7. listopadu – Aaron Turner, americký kytarista, zpěvák, skladatel a grafik
- 10. listopadu – Brittany Murphyová, americká herečka a zpěvačka († 20. prosince 2009)
- 12. listopadu
  - Christoph Marik, rakouský šermíř
  - Benni McCarthy, jihoafrický fotbalista
- 15. listopadu
  - Richard Lintner, slovenský hokejista
  - Sean Murray, australsko-americký herec
- 16. listopadu
  - Maggie Gyllenhaal, americká herečka
  - Oksana Bajulová, ukrajinská krasobruslařka
- 19. listopadu – Mette Frederiksenová, dánská premiérka
- 21. listopadu – Tobias Sammet, německý metalový zpěvák, člen skupiny Edguy
- 24. listopadu – Colin Hanks, americký herec
- 26. listopadu – Ivan Basso, italský cyklista
- 28. listopadu – Fabio Grosso, italský fotbalista
- 1. prosince – Brad Delson, americký kytarista, člen skupiny Linkin Park
- 3. prosince – Adam Małysz, polský skokan na lyžích
- 8. prosince
  - Matthias Schoenaerts, belgický herec
  - Sébastien Chabal, francouzský ragbista
- 10. prosince – Andrea Henkelová, německá biatlonistka
- 17. prosince
  - Arnaud Clément, francouzský tenista
  - Katheryn Winnicková, kanadská herečka
- 20. prosince – Ann Dee Ellisová, americká spisovatelka
- 21. prosince – Emmanuel Macron, francouzský prezident
- 22. prosince – Henric Höglund, švédský hokejista
- 23. prosince – Nikolaj Alexandrovič Alexejev, ruský novinář, právník a LGBT aktivista
- 27. prosince – Jonathan Hedström, švédský hokejista
- 30. prosince – Kazujuki Toda, japonský fotbalista
- 31. prosince
  - PSY, jihokorejský rapper
  - Donald Trump Jr., americký podnikatel
- ? – Larry Correia, americký spisovatel

## Úmrtí

### Česko

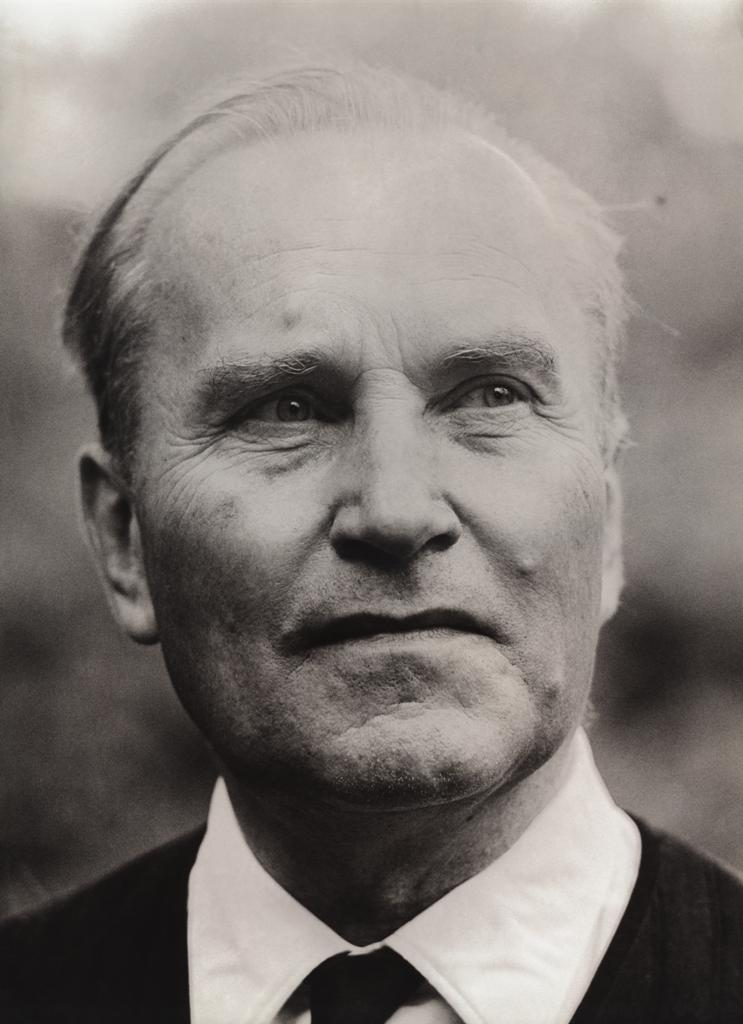
Jan Patočka († 13. březen; filosof)

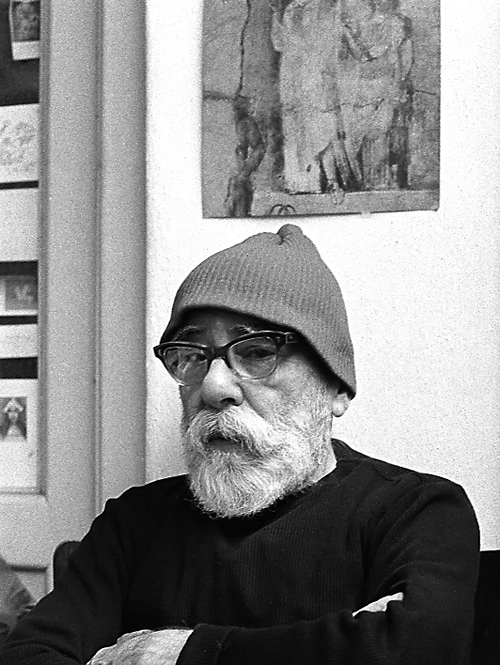
Jan Zrzavý († 12. říjen; malíř)

- 06. ledna – Karel Holubec, lékař a vědec (* 30. ledna 1906)
- 12. ledna – Marie Válková, archivářka (* 19. září 1901)
- 14. ledna – Jindřich Šebánek, historik a archivář (* 12. října 1900)
- 16. ledna – František Lýsek, sbormistr a hudební pedagog (* 2. května 1904)
- 21. ledna – Jaroslav Pýcha, keramik (* 31. prosince 1907)
- 22. ledna – Vilém Gajdušek, konstruktér optických přístrojů (* 16. dubna 1895)
- 25. ledna – Jiří Dvořák, malíř (* 10. dubna 1891)
- 27. ledna – Josef Toman, spisovatel, básník a dramatik (* 6. dubna 1899)
- 04. února – Karel Řičář, československý politik (* 23. října 1900)
- 06. února – Jaroslav Stockar, architekt (* 8. května 1890)
- 07. února – Alois Liška, generál (* 20. listopadu 1895)
- 20. února – Jarmila Glazarová, spisovatelka (* 7. září 1901)
- 26. února – František Antonín Jelínek, akademický malíř (* 8. března 1890)
- 03. března – Otto Matoušek, malíř a legionář (* 3. prosince 1890)
- 12. března – Kilián „Franz“ Nowotny, šumavský pašerák a převáděč (* 1. prosince 1905)
- 13. března
  - Josef Šebánek, filmový herec (* 22. července 1915)
  - Jan Patočka, filosof, mluvčí a signatář Charty 77 (* 1. června 1907)
- 31. března – Karel Kopecký, československý fotbalový reprezentant (* 19. května 1921)
- 01. dubna
  - Hans Jelen, právník a hudební skladatel (* 5. ledna 1892)
  - Rudolf Černý, kladenský architekt (* 14. září 1890)
- 06. dubna – Jaroslav Volf, kladenský kamenosochař (* 8. června 1896)
- 21. dubna – Marie Anežka von Coudenhove-Honrichs, řeholnice Kongregace sester těšitelek Božského Srdce Ježíšova (* 7. září 1882)
- 25. dubna – Josef Lampa, komunistický politik, starosta Moravské Ostravy (* 2. prosince 1893)
- 29. dubna – Jan Knob, spisovatel (* 24. června 1904)
- 04. května – Karel Höger, herec (* 17. června 1909)
- 17. května – Karel Müller, malíř (* 12. prosince 1899)
- 28. května – Jiří Reinberger, varhanní virtuos a skladatel (* 14. dubna 1914)
- 01. června – Rudolf Vytlačil, fotbalista a reprezentační trenér (* 9. února 1912)
- 04. června – František Michl, malíř-krajinář, designér a grafik (* 20. listopadu 1901)
- 06. června – Ivan Pietor, československý právník, politik, ministr (* 29. července 1904)
- 21. června – Zdeněk Dopita, divadelní režisér (* 6. února 1912)
- 30. června – Erich Übelacker, automobilový konstruktér (* 19. října 1899)
- 05. července – Vladimír Venglár, československý fotbalový reprezentant (* 20. února 1923)
- 10. července – Marie Stryjová, spisovatelka (* 3. listopadu 1931)
- 12. července – František Suchý Brněnský, hobojista a hudební skladatel (* 9. dubna 1902)
- 18. července – Josef Korbel, československý diplomat (* 20. září 1909)
- 22. července – Jaroslav Šulc, spisovatel (* 22. září 1903)
- 27. července – Alois Neuman, československý politik, ministr a poslanec (* 12. března 1901)
- 29. července – Ján Stanislav, slovenský jazykovědec (* 12. prosince 1904)
- 03. srpna – Ludvík Svoboda, marxistický filozof a diplomat (* 4. května 1903)
- 11. srpna – Erich Auerbach, novinářský fotograf (* 12. prosince 1911)
- 15. srpna – Bohumil Malina Ptáček, básník a překladatel (* 1906)
- 25. srpna – Jan Lukeš, spisovatel a hudební skladatel (* 12. července 1912)
- 26. srpna – Konrád Jaroslav Hruban, odborník na železobetonové stavby (* 25. listopadu 1893)
- 10. září – Pavel Hromek, příslušník výsadku Bauxite (* 12. srpna 1911)
- 12. září – Milča Mayerová, tanečnice a choreografka (* 12. dubna 1901)
- 18. září – Josef Vlach-Vrutický, hudební skladatel a dirigent (* 24. ledna 1897)
- 21. září – Josef Kunský, geomorfolog (* 6. října 1903)
- 12. října
  - Jan Zrzavý, malíř (* 5. listopadu 1890)
  - František Fanta, československý legionář, generálmajor čs. armády (* 22. února 1891)
- 27. září – Vladislav Vaculka, malíř a sochař (* 3. ledna 1914)
- 02. října – Vladimír Müller, publicista a spisovatel (* 8. srpna 1904)
- 05. října – Jiří Jelínek, jazz-rockový kytarista (* 12. září 1954)
- 18. října – Jindřich Mánek, teolog, děkan Husovy československé bohoslovecké fakulty (* 18. července 1912)
- 20. října – Willi Nowak, malíř a grafik (* 3. října 1886)
- 28. října – Jindřich Hatlák, fotograf (* 15. srpna 1901)
- 06. prosince – Jaromír Bělič, jazykovědec (* 24. března 1914)
- 15. prosince – Adolf Schneeberger, fotograf (* 14. června 1897)
- 19. prosince – Oskar Brázda, malíř (* 30. září 1887)
- 26. prosince – Ivan Řezáč, hudební skladatel (* 5. listopadu 1924)
- 0?
  - Josef Solar, grafik, kaligraf a malíř (* 26. dubna 1896)
  - Rudolf Karas, houslista a skladatel (* 27. října 1930)

### Svět

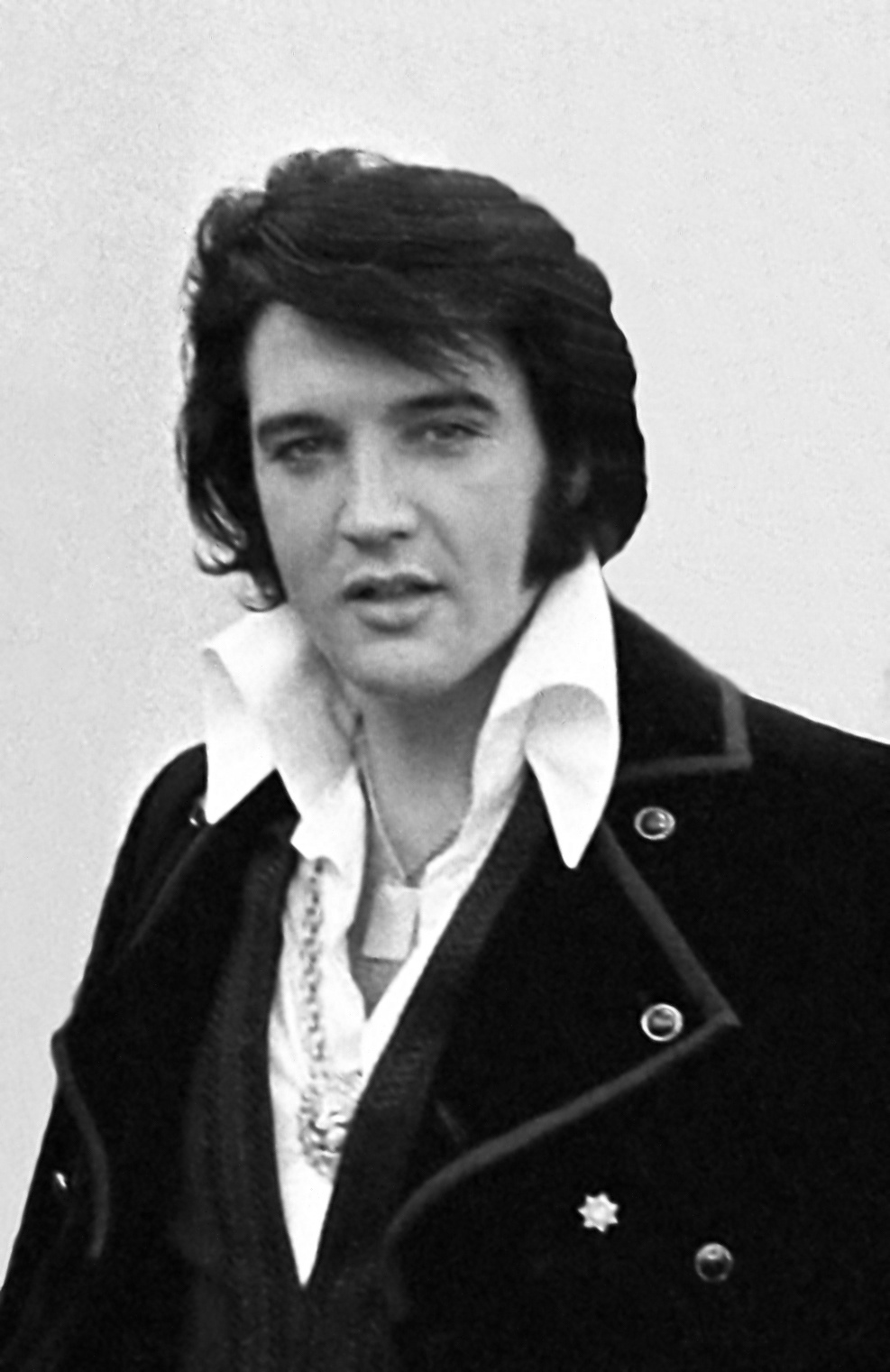
Elvis Presley († 16. srpen)

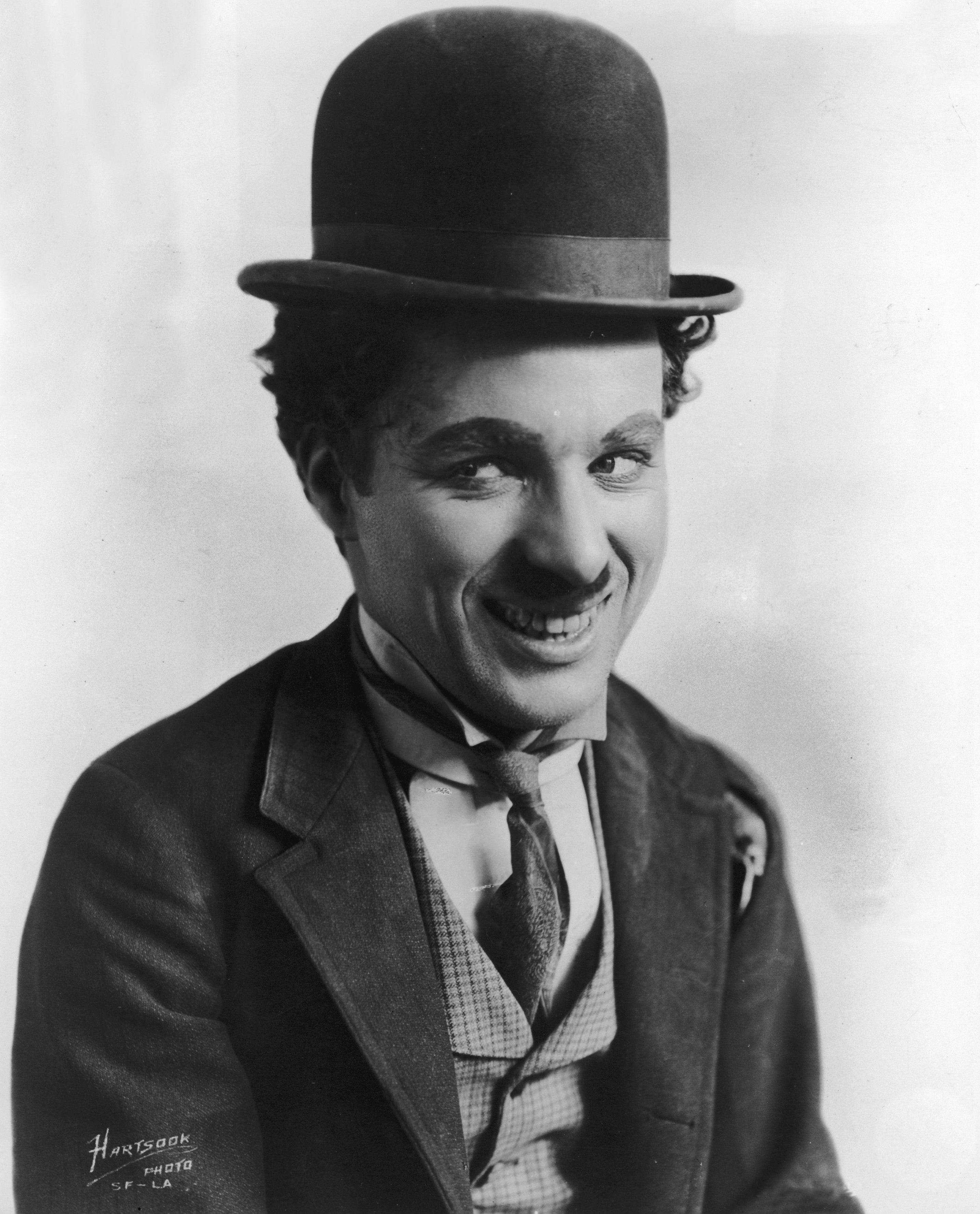
Charlie Chaplin († 25. prosinec)

- 4. ledna – Achille Campanile, italský spisovatel (* 28. září 1899)
- 10. ledna – Wilhelm Keilhaus, nacistický generál (* 11. prosince 1898)
- 14. ledna
  - Anaïs Nin, americká spisovatelka dánsko-kubánského původu (* 21. února 1903)
  - Anthony Eden, britský politik, rozhodný odpůrce Mnichovské dohody (* 12. června 1897)
  - Peter Finch, australský herec (* 28. září 1916)
- 20. ledna – Robert Piesen, malíř (* 11. srpna 1921)
- 21. ledna – Sandro Penna, italský básník (* 12. června 1906)
- 24. ledna – Oliver F. Atkins, americký fotograf (* 18. února 1917)
- 26. ledna – Dietrich von Hildebrand, německý filosof a teolog (* 12. října 1889)
- 9. února
  - Buddy Johnson, americký jazzový klavírista (* 10. ledna 1915)
  - Sergej Vladimirovič Iljušin, ruský letecký konstruktér (* 30. března 1894)
  - Alia Al-Hussein, jordánská královna (* 25. prosince 1948)
- 11. února – Louis Beel, premiér Nizozemska (* 12. dubna 1902)
- 4. března
  - Anatol E. Baconsky, rumunský spisovatel (* 16. června 1925)
  - Bjambyn Rinčen, mongolský spisovatel (* 25. prosince 1905)
- 5. března – Tom Pryce, britský jezdec Formule 1 (* 11. června 1949)
- 10. března – Wim Schermerhorn, premiér Nizozemska (* 17. prosince 1894)
- 13. března – František Krištof Veselý, slovenský herec, zpěvák a režisér (* 12. dubna 1903)
- 15. března – Marg Moll, německá malířka (* 2. srpna 1884)
- 18. března – Carlos Pace, brazilský automobilový závodník (* 6. října 1944)
- 20. března – Charles Lyttelton, 10. vikomt Cobham, britský šlechtic a politik (* 8. srpna 1909)
- 24. března – Conrad Felixmüller, německý exprsionistický malíř (* 21. května 1897)
- 26. března – Ivan Stodola, slovenský lékař, dramatik a spisovatel (* 10. března 1888)
- 29. března – Eugen Wüster, jeden ze zakladatelů technické terminologie a normalizace (* 10. října 1898)
- 3. dubna – Wilhelm Friedrich Boger, dozorce v koncentračním táboře v Osvětimi (* 19. prosince 1906)
- 4. dubna – Alois Reiser, americký hudební skladatel českého původu (* 6. dubna 1884)
- 11. dubna
  - Henri-Irénée Marrou, francouzský historik (* 12. listopadu 1904)
  - Jacques Prévert, francouzský básník (* 4. února 1900)
- 13. dubna – Anna Kafendová, slovenská klavíristka (* 24. června 1895)
- 17. dubna – Richard Brauer, německý matematik žijící v USA (* 10. února 1901)
- 18. dubna – Dmytro Čyževskyj, ukrajinský filosof a literární vědec (* 5. dubna 1894)
- 22. dubna – Arvo Haavisto, finský zápasník, zlato na OH 1928 (* 7. března 1900)
- 25. dubna – Opika von Méray Horváth, maďarská krasobruslařka, mistryně světa (* 30. prosince 1889)
- 5. května
  - Hans Sutermeister, švýcarský, německy píšící spisovatel (* 29. září 1907)
  - Ludwig Erhard, 2. spolkový kancléř Německa (* 4. února 1897)
  - Rudolf Eisler, rakouský architekt (* 8. května 1881)
- 9. května – Harry Gordon Johnson, kanadský ekonom (* 26. května 1923)
- 10. května – Joan Crawfordová, americká filmová, divadelní a televizní herečka (* 23. března 1904)
- 16. května – Modibo Keïta, prezident Federace Mali (* 1915)
- 22. května – Hampton Hawes, americký jazzový klavírista (* 13. listopadu 1928)
- 24. května – Elisabeth Käsemann, nejznámější německá oběť argentinské vojenské diktatury (* 11. května 1947)
- 25. května – Jevgenija Ginzburgová, ruská spisovatelka židovského původu (* 20. prosince 1904)
- 28. května – Adolf Horion, německý duchovní a entomolog (* 12. července 1888)
- 30. května – Paul Desmond, americký jazzový altsaxofonista a skladatel (* 25. listopadu 1924)
- 2. června – Vladimir Vladimirovič Nabokov, americký prozaik ruského původu (* 22. dubna 1899)
- 3. června
  - Archibald Hill, anglický fyziolog, Nobelova cena 1922 (* 26. září 1886)
  - Roberto Rossellini, italský filmový režisér (* 8. května 1906)
- 4. června
  - Karel Ludwig, fotograf (* 27. září 1919)
  - Margit Kovács, maďarská sochařka a keramička (* 30. listopadu 1902)
- 5. června – Luis César Amadori, argentinský filmový režisér (* 28. května 1902)
- 13. června – Tor Bergeron, švédský meteorolog (* 15. srpna 1891)
- 16. června – Wernher von Braun, německý inženýr, tvůrce rakety V-2, později amerických raket. (* 23. března 1912)
- 18. června – Franco Rol, italský automobilový závodník (* 1908)
- 21. června – Lee Millerová, americká fotografka (* 23. dubna 1907)
- 25. června – Olave Baden-Powell, spoluzakladatelka Světového sdružení skautek (* 22. února 1889)
- 26. června – Oskar Morgenstern, rakouský ekonom (* 24. ledna 1902)
- 2. července – Muhammad Ali Ibrahim, egyptský princ (* 29. dubna 1900)
- 6. července – Sergej Kruglov, sovětský ministra vnitra (* 2. října 1907)
- 11. července – Jicchak Danciger, izraelský sochař (* 26. června 1916)
- 14. července – Joan Evansová, anglická historička umění (* 22. června 1893)
- 26. července – Hans-Otto Borgmann, německý hudební skladatel (* 20. října 1901)
- 1. srpna – Francis Gary Powers, americký pilot sestřelený při průzkumném letu nad Sovětským svazem (* 17. srpna 1929)
- 2. srpna – Howard Everest Hinton, britský entomolog (* 24. srpna 1912)
- 3. srpna – Makarios III., kyperský státník a prezident (* 13. srpna 1913)
- 4. srpna
  - Ernst Bloch, německý filosof (* 8. července 1885)
  - Edgar Douglas Adrian, anglický neurofyziolog, Nobelova cena za fyziologii a medicínu (* 30. listopadu 1889)
- 14. srpna – Alexandr Romanovič Lurija, sovětský psycholog (* 16. července 1902)
- 16. srpna – Elvis Presley, americký zpěvák (* 1935)
- 18. srpna – Tibor Déry, maďarský spisovatel (* 8. října 1894)
- 19. srpna – Groucho Marx, americký komik (* 2. října 1890)
- 23. srpna – Naum Gabo, ruský sochař, malíř a architekt (* 5. srpna 1890)
- 30. srpna – Vladimir Filippovič Tribuc, sovětský námořní velitel a admirál (* 28. července 1900)
- 31. srpna – Sid Atkinson, jihoafrický olympijský vítěz v běhu na 110 metrů překážek z roku 1928 (* 24. března 1901)
- 4. září – Ernst Friedrich Schumacher, britský ekonom německého původu (* 16. srpna 1911)
- 16. září
  - Marc Bolan, anglický zpěvák-skladatel, kytarista a básník (* 30. září 1947)
  - Maria Callas, řecká sopranistka (* 2. prosince 1923)
- 18. září – Paul Bernays, matematik švýcarského původu (* 17. října 1888)
- 29. září – Alexandr Nikolajevič Čerepnin, ruský hudební skladatel (* 21. ledna 1899)
- 3. října – Arnold Bode, německý malíř (* 23. prosince 1900)
- 10. října – Jean Duvieusart, premiér Belgie (* 10. dubna 1900)
- 14. října – Bing Crosby, americký zpěvák a herec (* 3. května 1903)
- 18. října
  - Andreas Baader, vůdce německé levicové organizace Frakce Rudé armády (* 6. května 1943)
  - Gudrun Ensslinová, německá levicová teroristka (* 15. srpna 1940)
- 19. října – Vladimír Bahna, slovenský filmový režisér, scenárista a dramaturg (* 25. července 1914)
- 20. října
  - Viera Husáková, druhá manželka československého prezidenta Gustáva Husáka (* 14. června 1923)
  - Ronnie Van Zant, americký zpěvák, textař (* 15. ledna 1948)
  - Cassie Gaines, americká zpěvačka (* 9. ledna 1948)
  - Steve Gaines, americký hudebník (* 14. září 1949)
- 21. října – Pavol Gašparovič Hlbina, slovenský kněz, básník a překladatel (* 13. května 1908)
- 26. října – David Zehavi, izraelský hudební skladatel (* 14. června 1910)
- 27. října – James M. Cain, americký spisovatel a novinář (* 1. července 1892)
- 3. listopadu – Florence Vidor, americká herečka (* 23. července 1895)
- 5. listopadu
  - René Goscinny, francouzský spisovatel a scenárista kreslených seriálů (* 14. srpna 1926)
  - Alexej Stachanov, sovětský horník a národní hrdina SSSR (* 3. ledna 1906)
- 10. listopadu – Dennis Wheatley, britský spisovatel (* 8. ledna 1897)
- 14. listopadu
  - A. C. Bhaktivédánta Svámí Prabhupáda, indický náboženský vůdce, zakladatel-áčárja Mezinárodní společnosti pro vědomí Krišny, ISKCONu (* 1. září 1896)
  - Ferdinand Heim, německý generál, obětní beránek Stalingradu (* 27. února 1895)
- 18. listopadu – Kurt Schuschnigg, rakouský politik, od roku 1934 rakouský kancléř (* 14. prosince 1897)
- 20. listopadu – Şadiye Sultan, osmanská princezna a dcera sultána Abdulhamida II. (* 30. listopadu 1886)
- 26. listopadu – Ruth Moufangová, německá matematička (* 10. ledna 1905)
- 30. listopadu – Miloš Crnjanski, srbský básník a spisovatel (* 26. října 1893)
- 5. prosince
  - Rahsaan Roland Kirk, slepý americký jazzový multiinstrumentalista (* 7. srpna 1935)
  - Alexandr Vasilevskij, sovětský vojevůdce (* 30. září 1895)
- 12. prosince – Clementine Churchillová, manželka britského premiéra Winstona Churchilla (* 1. dubna 1885)
- 15. prosince – Aleksandr Galič, ruský básník, scenárista, dramatik, písničkář a disident (* 19. října 1918)
- 21. prosince – Maria Fedecka, polská sociální pracovnice a odbojářka (* 1904)
- 25. prosince – Charlie Chaplin, britský komik (* 16. dubna 1889)
- ? – Charles Forster Willard, americký pilot a automobilový závodník (* 1883)

## Hlavy států
Evropa:
- Československo – prezident Gustáv Husák
- Vatikán – papež Pavel VI.
- Sovětský svaz
  - předseda prezidia Nejvyššího sovětu Nikolaj Viktorovič Podgornyj
  - generální tajemník KSSS Leonid Iljič Brežněv
- Francie – prezident Valéry Giscard d'Estaing
- Dánsko – královna Markéta II.
- Španělsko – král Juan Carlos I.

Ostatní:
- Čína – předseda stálého výboru Všečínského shromáždění lidových zástupců Jie Ťin-jing
- USA
  - prezident Gerald Ford
  - prezident Jimmy Carter

### Digitální archivy k roku 1977
- Dokumentární cyklus České televize Retro – rok 1977
- Pořad stanice Český rozhlas 6 Rok po roce – rok 1977, 2. část
- Rudé právo v archivu Ústavu pro českou literaturu – ročník 57 rok 1977